# Port de Mangalia
Le port de Mangalia est un port de Roumanie sur la mer Noire.

## Infrastructures et installations
Situé proche de la ville de Mangalia, il possède quatre quai et sert au Chantier naval de Constanța.